# Friedrich Sylburg
Friedrich Sylburg (* 1536 in Wetter; † 17. Februar 1596 in Heidelberg) war ein deutscher Klassischer Philologe (Gräzist), der vor allem wegen seiner Werkausgaben antiker Autoren bedeutend wurde, darüber hinaus aber auch als Dichter in altgriechischer Sprache und Übersetzer hervortrat.
Friedrich Sylburg war Sohn eines Bauern, dennoch war es ihm möglich, dank seines Unterrichts an der Schule des Stifts Wetter und durch die Förderung seiner Lehrer Johannes Fönilius und Justus Vultejus (auch Elias Palingenius) an der Universität Marburg Griechisch, Latein und Geschichte zu studieren. Ein auf Reisen nach Jena und Genf folgender Aufenthalt in Paris brachte ihn 1559 mit dem Buchdrucker und Humanisten Henri Estienne in Bekanntschaft. Sylburg steuerte einige Beiträge für Estiennes Thesaurus Graecae linguae bei. Nach der Rückkehr wurde er Lehrer, zunächst als dritter von drei Lehrern an der Lateinschule in Neuhausen, später als Gründungsrektor der Schule in Lich. 1581 wurde er auf den Lehrstuhl für Griechisch an die Universität Marburg berufen, folgte dem Ruf aber nicht, da er seine wissenschaftliche Arbeit durch die arbeitsaufwändige Stelle nicht einschränken wollte. Zwei Jahre später gab er seinen Lehrberuf auf und ging nach Frankfurt am Main, wo er begann, Werke antiker Autoren zu edieren. Hier arbeitete er eng mit dem Drucker Johann Wechel zusammen. 1591 verließ er Frankfurt, um an der Bibliotheca Palatina in Heidelberg arbeiten zu können, die er von 1595 bis zu seinem Tode im folgenden Jahr leitete. Er erstellte einen Katalog der Handschriften, die zu seiner Zeit noch vorhanden waren und leistete damit eine bis heute wichtige Arbeit, da somit heute noch ersichtlich ist, welcher Schatz 1623 mit der Bibliothek nach Rom gegeben wurde. Die Rolle Wechels bei der Zusammenarbeit übernahm in Heidelberg der Drucker Hieronymus Commelinus. Bis wenige Tage vor seinem Tod stand er wieder in der engsten Auswahl für die Griechisch-Professur in Marburg, die dann jedoch wohl aus Angst einer erneuten Absage Aemilius Portus (1550–1614)  übertragen wurde. Sylburg war mit der Tochter seines ehemaligen Lehrers in Wetter verheiratet, viel mehr ist über sein Privatleben nicht bekannt. Seine bedeutende Bibliothek ging an seinen Erben, den Juristen Johann Friedrich Gernandus, bei dem sich die Spur schließlich verliert.
Sylburg beherrschte nicht nur Latein und Französisch fließend, sondern auch Griechisch auf einem so hohen Niveau, dass er selbst Gedichte auf Griechisch verfasste. Zudem übersetzte er Werke wie den Heidelberger Katechismus ins Griechische. Auch das Lateinische beherrschte er perfekt, wie seine den griechischen Texten vorangestellten lateinischen Vorreden beweisen. Weitaus bedeutender waren jedoch seine Arbeiten als Herausgeber klassischer Werke der Antike, insbesondere in altgriechischer Sprache. 1580 erschien als erste bedeutende Schrift eine Neuausgabe des Werkes Institutiones in Graecam linguam des Nicolaes Cleynaerts, die er mit Anmerkungen versah und um eine Syntax des Griechischen erweiterte. Nachdem Sylburg nach Frankfurt gekommen war, beendete er die Arbeiten von Guilielmus Xylander an dessen Pausanias-Ausgabe. Es folgten eigenständige Ausgaben des Herodot (1584), Aristoteles (5 Bände, 1584–1587), Dionysios von Halikarnassos (2 Bände, 1586–1587), die Scriptores historiae Romanae (3 Bände, 1588–1590, eine Zusammenstellung Sylburgs von griechischen und lateinischen Quellenwerke der römischen Kaisergeschichte mit der Erstausgabe des Paianios) sowie 1590 Perí syntáxios des Apollonios Dyskolos. In Heidelberg widmete er sich mit Clemens von Alexandria (1592) und Iustinos Martyr (1593) zunächst christlichen Autoren, es folgten das byzantinische Lexikon Etymologicum magnum (1594), die Scriptores de re rustica (1595) sowie Xenophon und Nonnos (beide 1596). Posthum erschienen 1597 die griechischen Gnomiker, darunter Theognis von Megara, Phokylides, Pythagoras und Solon. Sylburg war bei Konjekturen ein eher zurückhaltender Herausgeber, wirkte aber besonders innovativ durch seine Sprach- und Sachindices. Seine Aristoteles-Ausgabe widmete er den hessischen Landgrafen Wilhelm IV., Ludwig IV. und Georg I., was ihm von Wilhelm einen jährlichen Ehrensold einbrachte. Viele seiner Ausgaben waren noch lange von Bedeutung, die Ausgabe von Dionysios von Halikarnassos schätzte noch Barthold Georg Niebuhr sehr.
Friedrich Sylburg starb 1596 im Alter von 60 Jahren. Sein Grabstein befindet sich an der Südseite der Peterskirche in Heidelberg.